# Ski-Orientierungslauf-Weltcup 2013/14
Der Ski-Orientierungslauf-Weltcup 2013/14 war die 14. Auflage der internationalen Wettkampfserie im Ski-Orientierungslauf. Die Russen Tatjana Rwatschewa und Andrei Lamow gingen als Gesamtsieger aus der Saison hervor. Die Nationenwertung gewann Russland vor Schweden und Finnland.
Ausgetragen wurde die Saison in drei Runden mit insgesamt 16 Wettkämpfen, wobei davon zwölf Einzelwettkämpfe waren und jeweils zwei Rennen als Staffel bzw. Mixedstaffel ausgetragen wurden.

## Austragungsorte
| Runde | Wettkampf | Datum         | Austragungsort | Wettbewerb                             | Bemerkung             |
| ----- | --------- | ------------- | -------------- | -------------------------------------- | --------------------- |
| 1     | 1         | 4. Dezember 1 | Ylläs          | Mitteldistanz Massenstart              |                       |
| 1     | 2         | 5. Dezember   | Ylläs          | Mixed-Sprintstaffel                    |                       |
| 1     | 3         | 6. Dezember   | Ylläs          | Langdistanz Massenstart                |                       |
| 1     | 4         | 8. Dezember   | Ylläs          | Sprint                                 |                       |
| 2     | 5         | 18. Januar    | Hamar          | Mitteldistanz                          |                       |
| 2     | 6         | 19. Januar    | Hamar          | Sprint                                 |                       |
| 2     | 7         | 22. Januar 2  | Orsa           | Mitteldistanz                          |                       |
| 2     | 8         | 23. Januar 2  | Orsa           | Sprintprolog + Mitteldistanz Jagdstart |                       |
| 2     | 9         | 25. Januar    | Orsa           | Staffel                                |                       |
| 2     | 10        | 26. Januar    | Orsa           | Langdistanz                            |                       |
| 3     | 11        | 7. März       | Tjumen         | Mixed-Sprintstaffel                    | Europameisterschaften |
| 3     | 12        | 8. März       | Tjumen         | Sprint                                 | Europameisterschaften |
| 3     | 13        | 9. März       | Tjumen         | Langdistanz                            | Europameisterschaften |
| 3     | 14        | 11. März      | Tjumen         | Mitteldistanz                          | Europameisterschaften |
| 3     | 15        | 12. März      | Tjumen         | Staffel                                | Europameisterschaften |
| 3     | 16        | 14. März      | Tjumen         | Ultralangdistanz Massenstart           |                       |

## Herren

### Einzelrennen
| Datum       | Ort    | Distanz         | 1. Platz             | 2. Platz              | 3. Platz             | Anmerkungen |
| ----------- | ------ | --------------- | -------------------- | --------------------- | -------------------- | ----------- |
| 4. Dezember | Ylläs  | Mittel          | Andrei Lamow         | Lars Hol Moholdt      | Hans Jørgen Kvåle    |             |
| 6. Dezember | Ylläs  | Lang            | Staffan Tunis        | Andrei Lamow          | Hans Jørgen Kvåle    |             |
| 8. Dezember | Ylläs  | Sprint          | Lars Hol Moholdt     | Andrei Lamow          | Øyvind Watterdal     |             |
| 18. Januar  | Hamar  | Mittel          | Andrei Lamow         | Hans Jørgen Kvåle     | Ove Sætra            |             |
| 19. Januar  | Hamar  | Sprint          | Andrei Lamow         | Kirill Wesselow       | Wladimir Bartschukow |             |
| 22. Januar  | Orsa   | Mittel          | Andrei Lamow         | Hans Jørgen Kvåle     | Peter Arnesson       | 10,37 km    |
| 23. Januar  | Orsa   | Sprint + Mittel | Stanimir Belomaschew | Andrei Lamow          | Andreas Holmberg     |             |
| 26. Januar  | Orsa   | Lang            | Erik Rost            | Andreas Holmberg      | Lars Hol Moholdt     | 21,0 km     |
| 8. März     | Tjumen | Sprint          | Andrei Lamow         | Ville-Petteri Saarela | Ulrik Nordberg       |             |
| 9. März     | Tjumen | Lang            | Stanimir Belomaschew | Andrei Lamow          | Lars Hol Moholdt     |             |
| 11. März    | Tjumen | Mittel          | Wladimir Bartschukow | Andrei Lamow          | Hans Jørgen Kvåle    | 8,5 km      |
| 14. März    | Tjumen | Ultralang       | Eduard Chrennikow    | Andrei Lamow          | Hans Jørgen Kvåle    |             |

### Staffelrennen
| Datum      | Ort    | 1. Platz                                                     | 2. Platz                                                     | 3. Platz                                                     | Anmerkungen |
| ---------- | ------ | ------------------------------------------------------------ | ------------------------------------------------------------ | ------------------------------------------------------------ | ----------- |
| 25. Januar | Orsa   | Schweden Andreas Holmberg Erik Rost Peter Arnesson           | Russland Wladimir Bartschukow Kirill Wesselow Andrei Lamow   | Norwegen Sindre Haverstad Lars Hol Moholdt Hans Jørgen Kvåle |             |
| 12. März   | Tjumen | Norwegen Øyvind Watterdal Hans Jørgen Kvåle Lars Hol Moholdt | Russland Wladimir Bartschukow Eduard Chrennikow Andrei Lamow | Finnland Janne Häkkinen Staffan Tunis Ville-Petteri Saarela  |             |

## Damen

### Einzelrennen
| Datum       | Ort    | Distanz         | 1. Platz                | 2. Platz           | 3. Platz                | Anmerkungen |
| ----------- | ------ | --------------- | ----------------------- | ------------------ | ----------------------- | ----------- |
| 4. Dezember | Ylläs  | Mittel          | Tatjana Rwatschewa      | Julia Tarasenko    | Sonja Mörsky            |             |
| 6. Dezember | Ylläs  | Lang            | Tatjana Rwatschewa      | Milka Leppäsalmi   | Daisy Kudre             |             |
| 8. Dezember | Ylläs  | Sprint          | Tatjana Rwatschewa      | Tove Alexandersson | Hana Hančíková          |             |
| 18. Januar  | Hamar  | Mittel          | Tove Alexandersson      | Tatjana Rwatschewa | Hana Hančíková          |             |
| 19. Januar  | Hamar  | Sprint          | Tove Alexandersson      | Julia Tarasenko    | Anastasija Krawtschenko |             |
| 22. Januar  | Orsa   | Mittel          | Tatjana Rwatschewa      | Tove Alexandersson | Sonja Mörsky            | 7,85 km     |
| 23. Januar  | Orsa   | Sprint + Mittel | Tove Alexandersson      | Tatjana Rwatschewa | Magdalena Olsson        |             |
| 26. Januar  | Orsa   | Lang            | Tove Alexandersson      | Josefine Engström  | Tatjana Rwatschewa      | 14,0 km     |
| 8. März     | Tjumen | Sprint          | Hana Hančíková          | Tove Alexandersson | Audhild Rognstad        |             |
| 9. März     | Tjumen | Lang            | Mervi Pesu              | Tatjana Rwatschewa | Anastasija Krawtschenko |             |
| 11. März    | Tjumen | Mittel          | Tove Alexandersson      | Mira Kaskinen      | Sonja Mörsky            | 7,4 km      |
| 14. März    | Tjumen | Ultralang       | Anastasija Krawtschenko | Tatjana Rwatschewa | Mervi Pesu              |             |

### Staffelrennen
| Datum      | Ort    | 1. Platz                                                           | 2. Platz                                                            | 3. Platz                                                 | Anmerkungen |
| ---------- | ------ | ------------------------------------------------------------------ | ------------------------------------------------------------------- | -------------------------------------------------------- | ----------- |
| 25. Januar | Orsa   | Russland Anastasija Krawtschenko Julia Tarasenko Tatjan Rwatschewa | Schweden Magdalena Olsson Josefine Engström Tove Alexandersson      | Finnland Marjut Turunen Milka Leppäsalmi Sonja Mörsky    |             |
| 12. März   | Tjumen | Finnland Mira Kaskinen Sonja Mörsky Mervi Pesu                     | Russland Anastasija Krawtschenko Julia Tarasenko Tatjana Rwatschewa | Russland Tatjana Oborina Tatjana Mendel Maria Ketschkina |             |

## Mixed-Sprintstaffel
| Datum       | Ort    | 1. Platz                                      | 2. Platz                                                  | 3. Platz                                         | Anmerkungen |
| ----------- | ------ | --------------------------------------------- | --------------------------------------------------------- | ------------------------------------------------ | ----------- |
| 5. Dezember | Ylläs  | Finnland Milka Leppäsalmi Staffan Tunis       | Schweden Tove Alexandersson Erik Rost                     | Russland Tatjana Rwatschewa Andrei Lamow         |             |
| 7. März     | Tjumen | Russland Wladimir Bartschukow Julia Tarasenko | Bulgarien Stanimir Belomaschew Antonija Grigorowa-Burgowa | Russland Kirill Wesselow Anastasija Krawtschenko |             |

## Gesamtwertung

### Einzel
| Herren | Herren | Herren               | Herren |
| Platz  | Land   | Athlet               | Punkte |
| ------ | ------ | -------------------- | ------ |
| 1      | RUS    | Andrei Lamow         | 600    |
| 2      | NOR    | Hans Jørgen Kvåle    | 464    |
| 3      | NOR    | Lars Hol Moholdt     | 460    |
| 4      | BUL    | Stanimir Belomaschew | 395    |
| 5      | SWE    | Peter Arnesson       | 393    |
| 6      | RUS    | Wladimir Bartschukow | 344    |
| 7      | FIN    | Staffan Tunis        | 328    |
| 8      | SWE    | Ulrik Nordberg       | 302    |
| 9      | RUS    | Kirill Wesselow      | 298    |
| 10     | SWE    | Erik Rost            | 294    |

| Damen | Damen | Damen                   | Damen  |
| Platz | Land  | Athletin                | Punkte |
| ----- | ----- | ----------------------- | ------ |
| 1     | RUS   | Tatjana Rwatschewa      | 571    |
| 2     | SWE   | Tove Alexandersson      | 556    |
| 3     | RUS   | Anastasija Krawtschenko | 449    |
| 4     | RUS   | Julia Tarasenko         | 402    |
| 5     | FIN   | Sonja Mörsky            | 395    |
| 6     | RUS   | Maria Ketschkina        | 346    |
| 7     | FIN   | Milka Leppäsalmi        | 337    |
| 8     | CZE   | Hana Hančíková          | 318    |
| 9     | SWE   | Magdalena Olsson        | 303    |
| 10    | EST   | Daisy Kudre             | 297    |

### Nationenwertung
| Platz | Land        | Punkte |
| ----- | ----------- | ------ |
| 1     | Russland    | 4678   |
| 2     | Schweden    | 3966   |
| 3     | Finnland    | 3606   |
| 4     | Norwegen    | 3268   |
| 5     | Schweiz     | 1569   |
| 6     | Tschechien  | 1520   |
| 7     | Estland     | 1188   |
| 8     | Bulgarien   | 0673   |
| 9     | Litauen     | 0450   |
| 10    | Italien     | 0325   |
| 11    | Lettland    | 0240   |
| 12    | Kasachstan  | 0195   |
| 13    | Belarus     | 0173   |
| 14    | Ungarn      | 0065   |
| 15    | Rumänien    | 0031   |
| 16    | Österreich  | 0029   |
| 17    | Slowakei    | 0010   |
| 18    | Deutschland | 0005   |
| 19    | Dänemark    | 0002   |

### Runde 1
- Ski Orienteering World Cup 2014 Round 1 IOF
- Veranstaltungswebsite

### Runde 2
- Ski Orienteering World Cup 2014 Round 2 IOF
- Veranstaltungswebsite

### Runde 3
- Ski Orienteering World Cup 2014 Round 3 IOF
- Veranstaltungswebsite